# 黃志揚
黃志揚，中華民國外交官。畢業於國立政治大學東方語文學系土耳其文組學士、外交研究所碩士。1999年進入外交部，曾任外交部國際傳播司副司長，現任駐安卡拉臺北經濟文化代表團大使銜代表。

## 職業生涯
2021年8月，為協助敘利亞內戰難民融入土耳其社會，駐土耳其代表黃志揚、土耳其雷伊漢勒市長哈哲歐魯（Mehmet Hacıoğlu）、臺灣－雷伊漢勒世界公民中心（簡稱「臺灣中心」）首席执行官裘振宇等人，於該市政府簽署合作瞭解備忘錄。
2022年1月，駐土耳其代表黃志揚與土耳其非政府组织SGDD-ASAM秘書長在安卡拉簽署「移民電視」（Migrant TV）計畫合約，展開2022年的合作。透過網路影音頻道提供難（移）民可靠的生活與防疫資訊，促進其賦權與社群團結。該計畫於6月啟動。
2022年6月，駐土耳其代表黃志揚見證國立屏東科技大學校長與安卡拉大学代理校長簽署策略聯盟；同月，阿富汗東部發生強烈地震，造成重大傷亡與災情，中華民國政府宣布捐贈100萬美元協助賑災。7月，黃志揚與土耳其最大的人道主义組織－土耳其紅新月會簽署合作協議，共同賑濟阿富汗災民與協助災區重建。
黃志揚多次投書土耳其媒體或接受訪問，對於臺灣與土耳其關係、臺灣防疫現況、解放軍擾臺、臺灣參與世界衛生大會（WHA）等問題發表看法。